# Notre-Dame-de-l’Assomption (Longeville-sur-Mer)

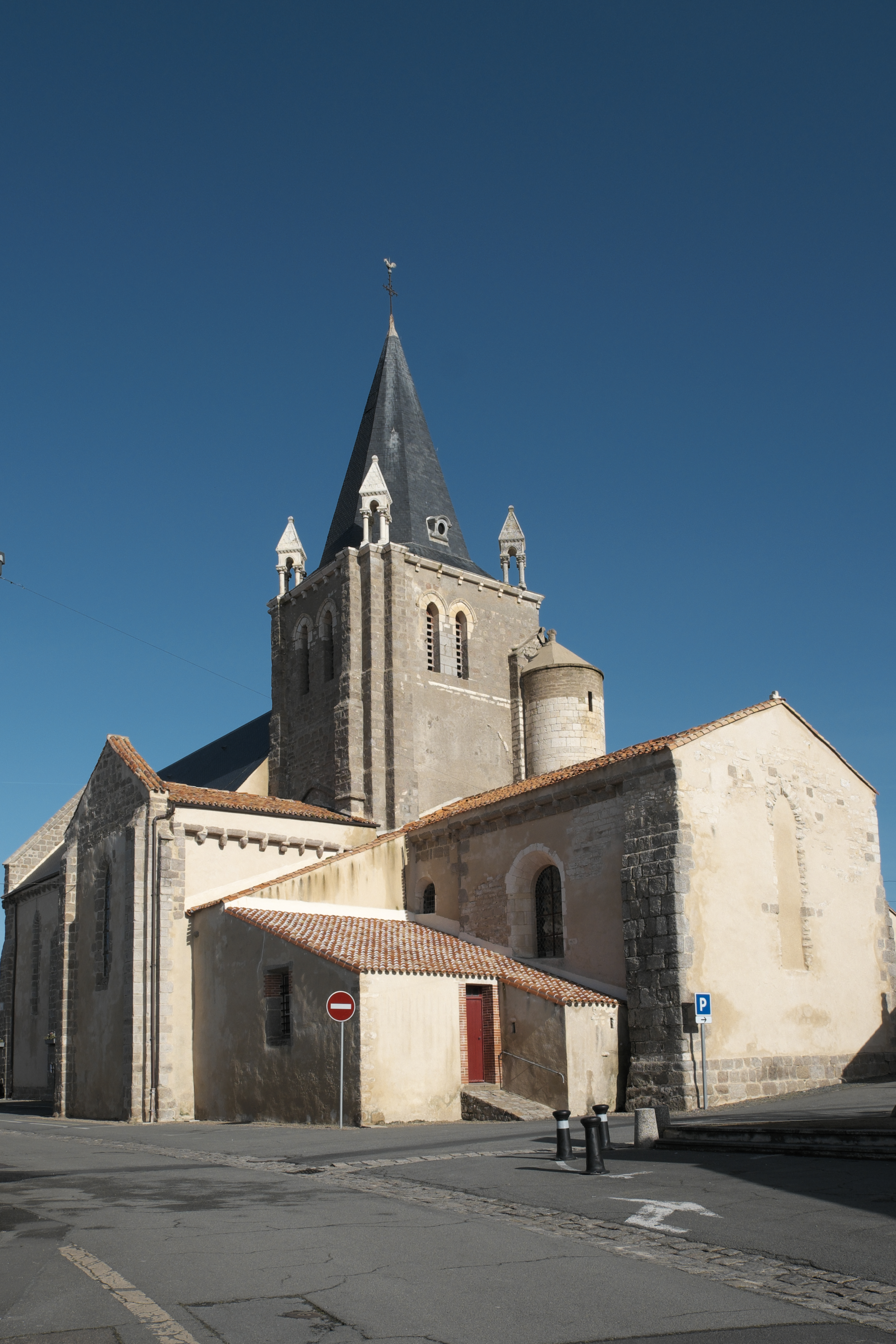
Pfarrkirche Notre-Dame-de-l’Assomption

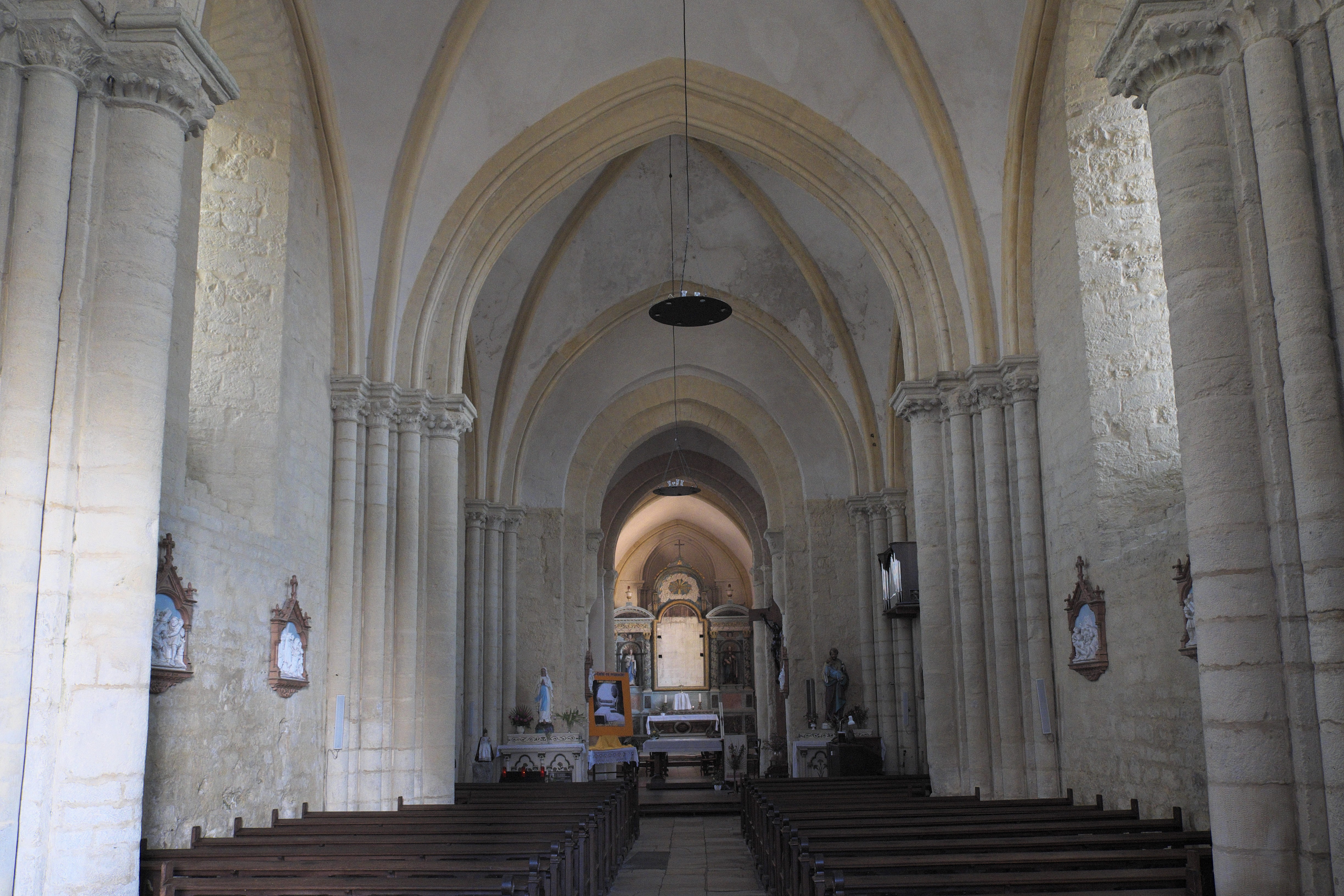
Innenraum

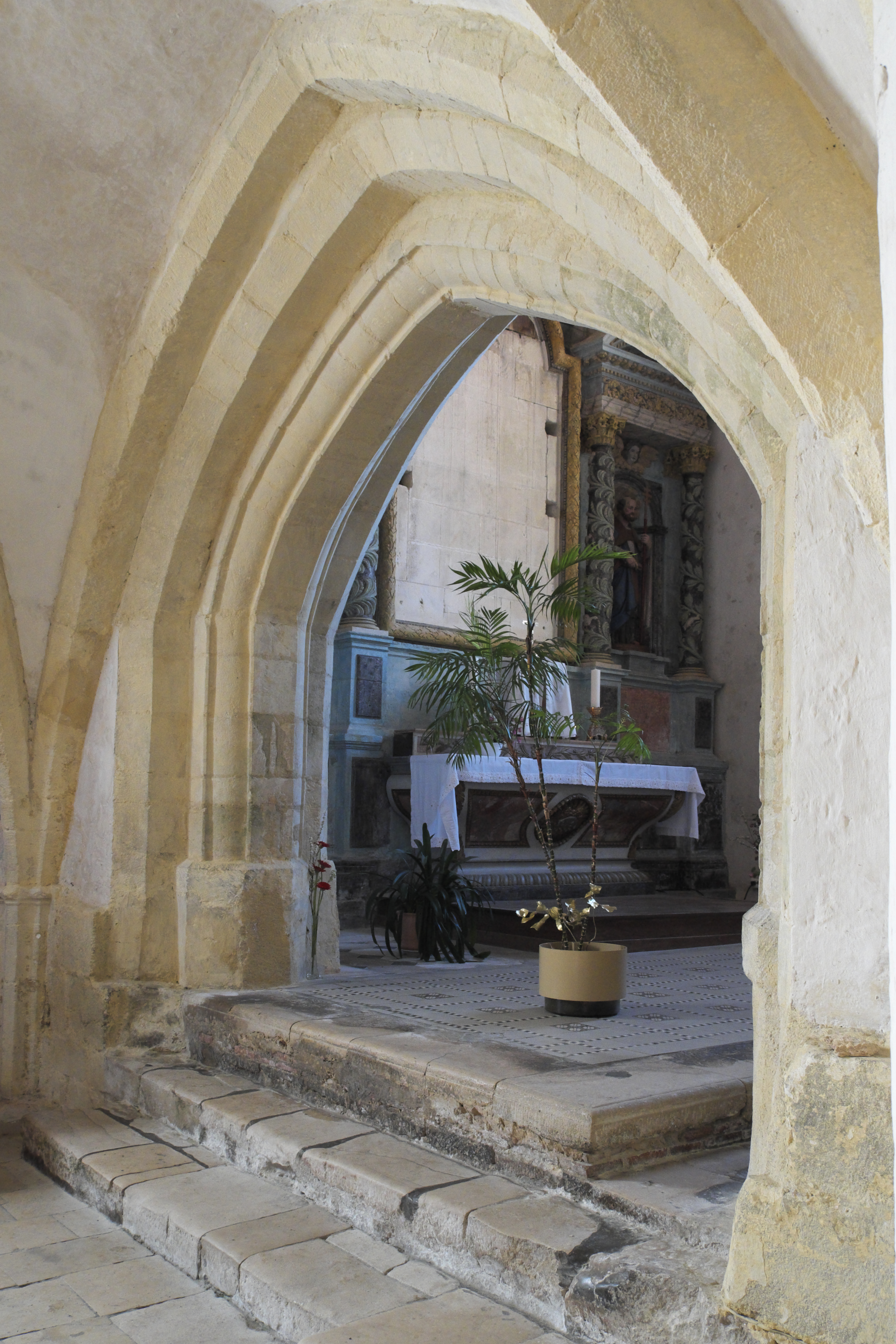
Blick in den Chor

Die katholische Pfarrkirche Notre-Dame-de-l’Assomption (Mariä Himmelfahrt) in Longeville-sur-Mer, einer Gemeinde im Département Vendée in der französischen Region Pays de la Loire, wurde ursprünglich Ende des 12. Jahrhunderts im Stil der Romanik errichtet. Im Jahr 1927 wurde die Kirche als Monument historique in die Liste der Baudenkmäler in Frankreich aufgenommen.

## Geschichte
Die Kirche von Longeville gehörte einst zu einem Priorat, das der Benediktinerabtei Sainte-Croix in Talmont-Saint-Hilaire unterstand. Aus der ersten Bauphase stammen der Chor und das Querhaus, das Langhaus stammt aus gotischer Zeit. Während der Hugenottenkriege wurde die Kirche im Jahr 1568 in Brand gesetzt. Erst im Jahr 1608 beschloss man, nach dem Besuch des damaligen Bischofs von Luçon und späteren Kardinals Richelieu, die Wiederinstandsetzung der Kirche. Während der Revolution wurde die Kirche als Waffen- und Munitionsdepot zweckentfremdet.

## Architektur

### Außenbau
Über der Vierung erhebt sich der quadratische Glockenturm, der Ende des 19. Jahrhunderts sein schiefergedecktes Pyramidendach erhielt. Die vier Ecken des Turms sind mit kleinen laternenartigen Aufbauten besetzt. Schmale Strebepfeiler gliedern das Langhaus, am Dachansatz verläuft eine Reihe stark verwitterter Kragsteine. In die schlichte Westfassade ist ein von fünf schmucklosen Archivolten gerahmtes Rundbogenportal eingeschnitten. Über dem Portal verläuft ein auf ebenfalls stark verwitterten Kragsteinen aufliegendes Gesims. Darüber öffnet sich ein schmales Spitzbogenfenster.

### Innenraum

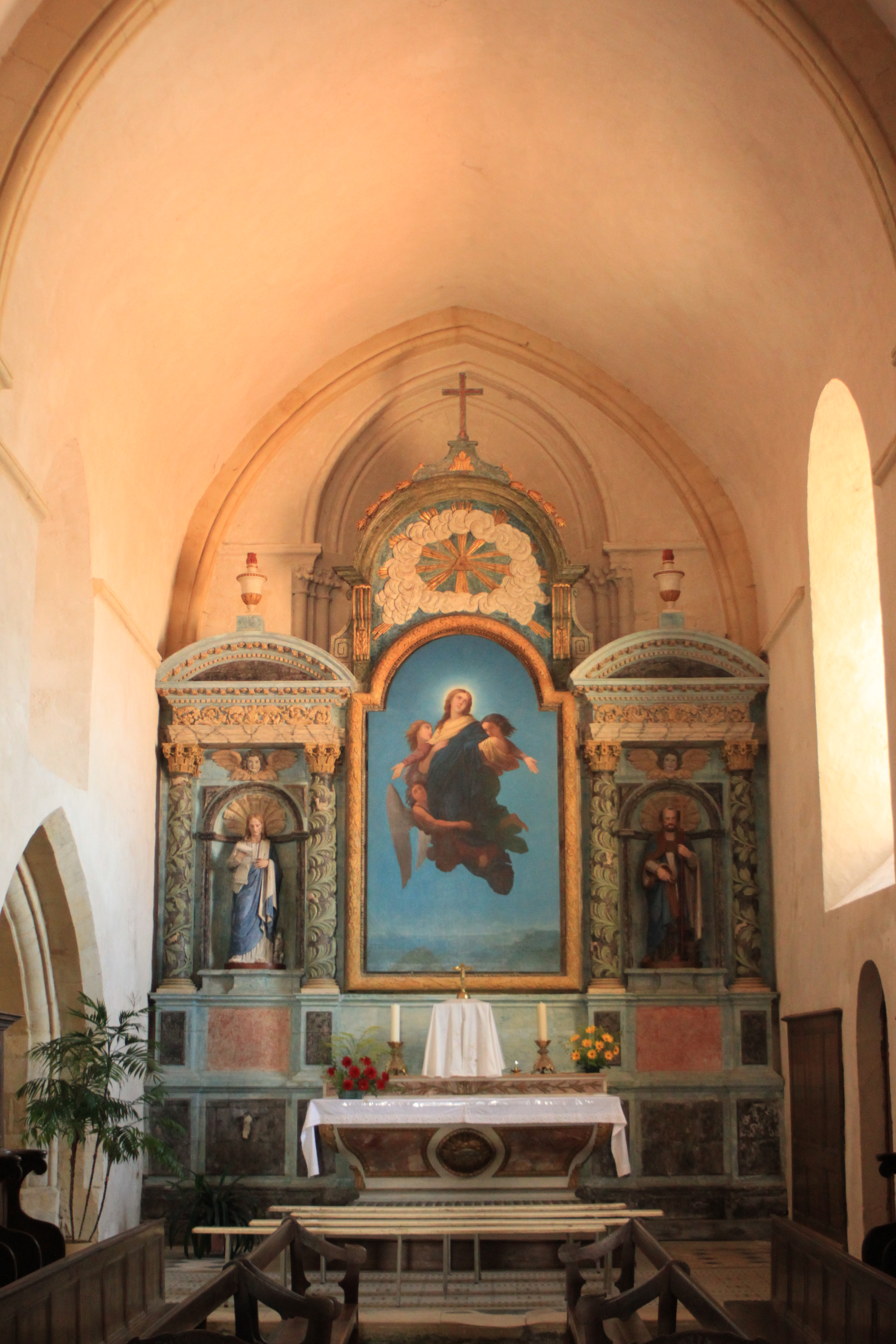
Altarretabel

Die Kirche ist über dem Grundriss eines lateinischen Kreuzes errichtet. Das einschiffige Langhaus ist in drei Joche gegliedert und mündet im Osten in einen gerade geschlossenen Chor. Chor und Querhaus werden von leicht zugespitzten Tonnen überwölbt. An den Chor schließen sich auf der linken Seite die Herz-Jesu-Kapelle und rechts die Sakristei an. Die Vierung wird von einer Kuppel überspannt, über der der Glockenturm aufragt. Die Gurtbögen unter der Kuppel werden von Konsolen mit skulptiertem Dekor aufgefangen. Die Kreuzrippengewölbe im Langhaus ruhen auf Wandpfeilern mit Säulenvorlagen, die mit Blatt- und Knospenkapitellen verziert sind.

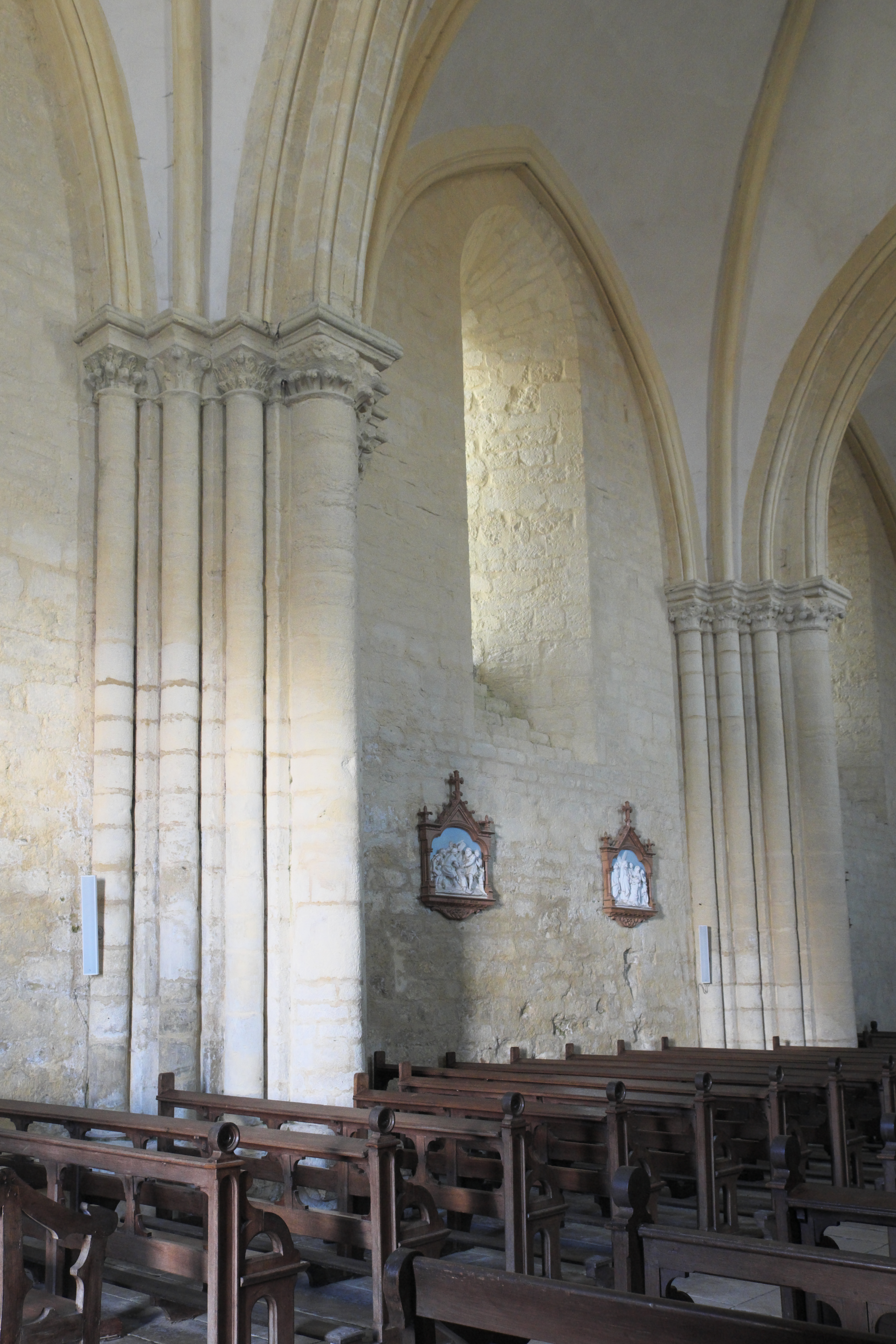
Langhaus
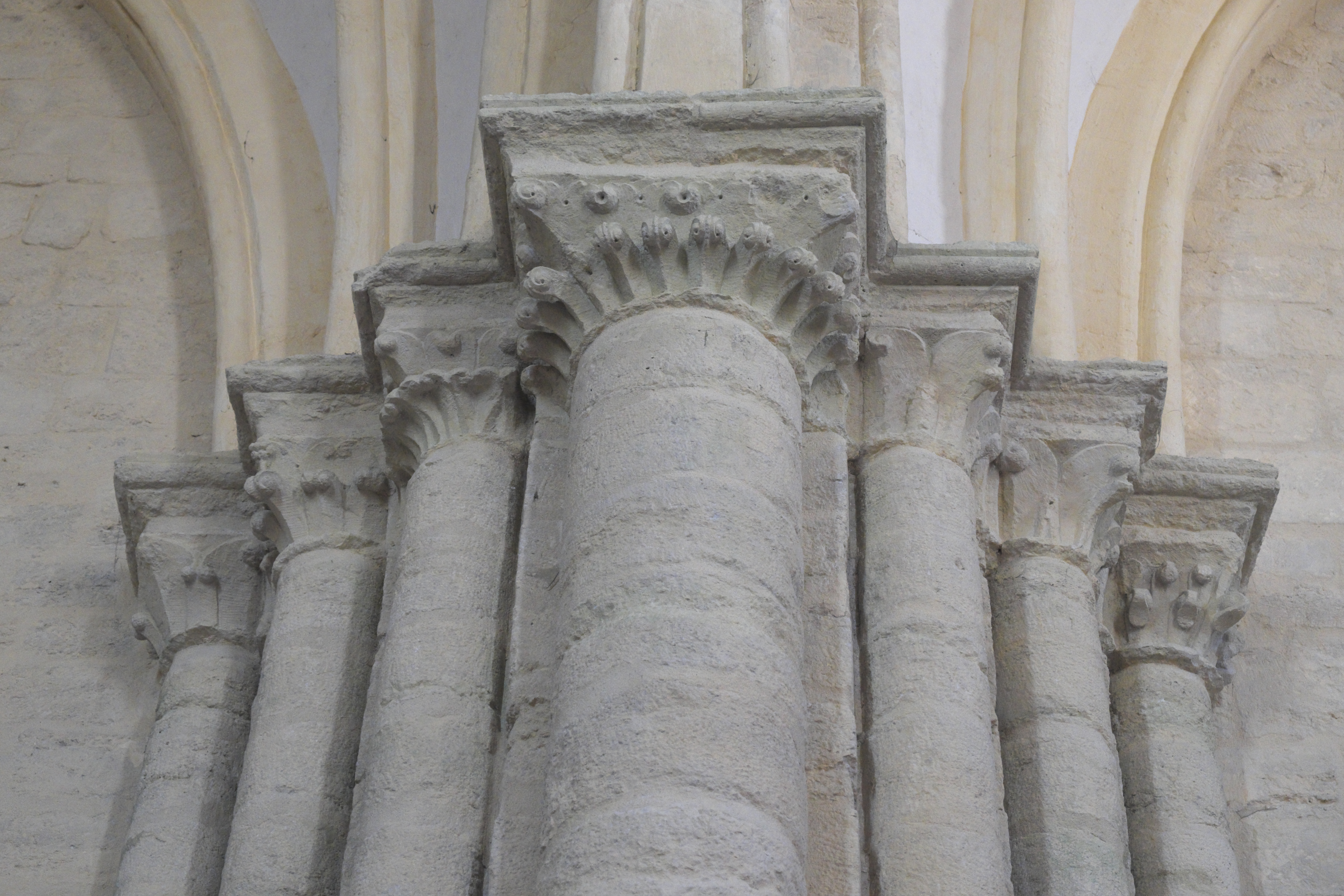
Kapitelle im Langhaus
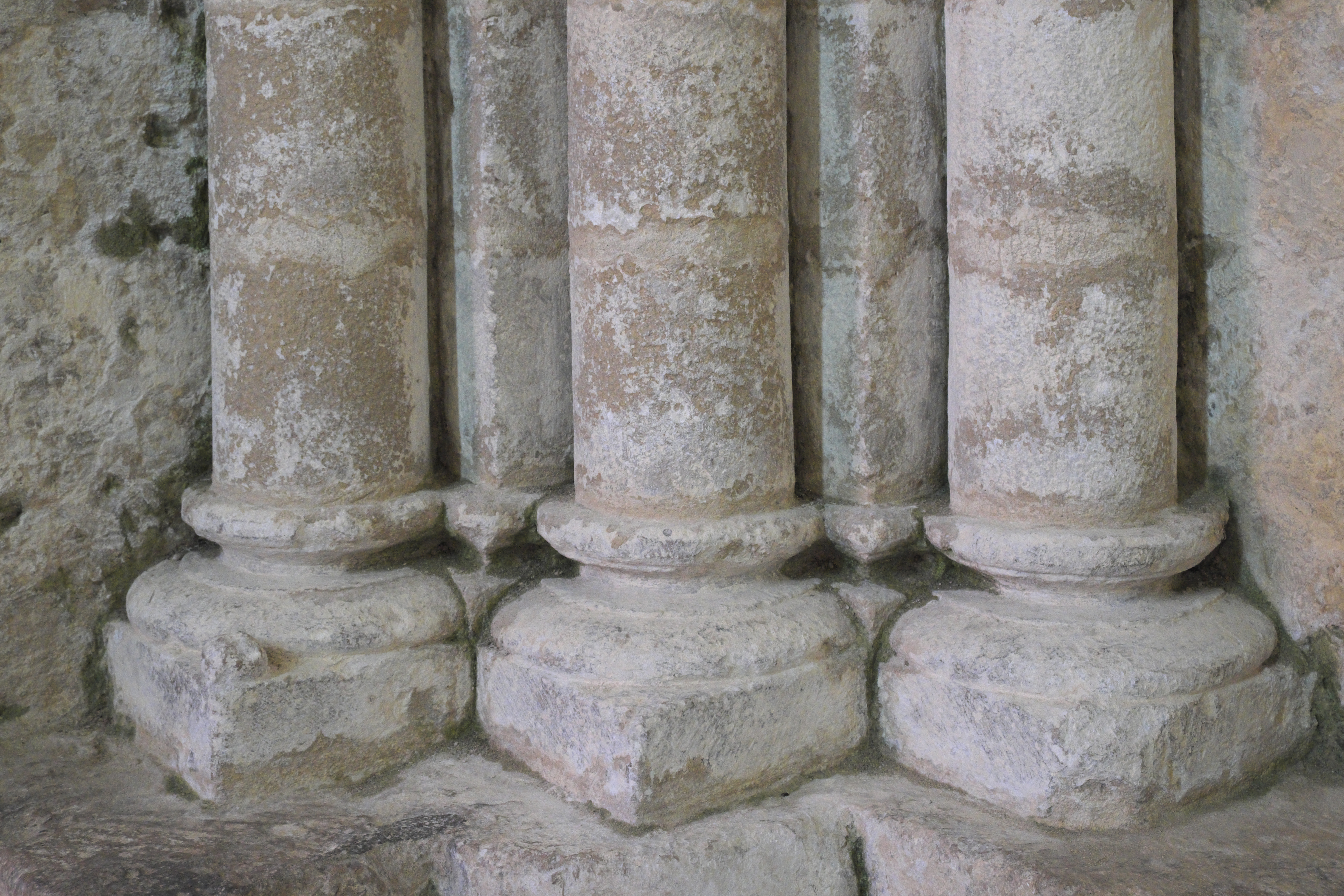
Säulenbasen
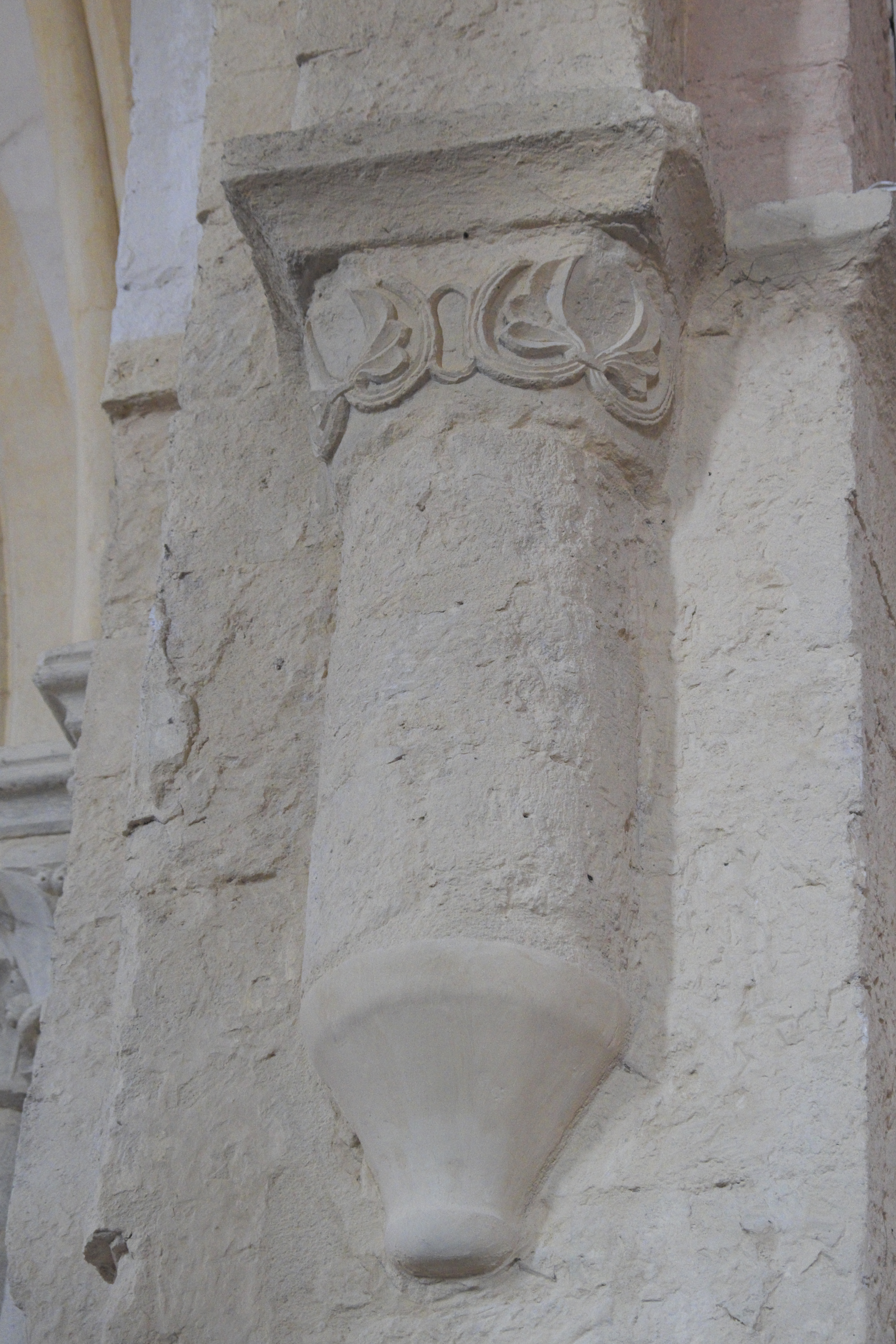
Konsole

## Ausstattung
- Das Altarretabel stammt aus dem 18. Jahrhundert.[3]